# Callanispa
Callanispa is een geslacht van kevers uit de familie bladkevers (Chrysomelidae).
De wetenschappelijke naam van het geslacht werd in 1959 gepubliceerd door Uhmann.

## Soorten
- Callanispa rasa Uhmann, 1959